# Одиночний пікет
Одиночний пікет — форма публічного протесту, що проводиться одним учасником.

## Юридичне визначення
За російським законодавством (із змінами 2017 року) для проведення пікету одним учасником подача повідомлень не потрібна, а законом суб'єкта Російської Федерації встановлюється мінімальна відстань між пікетниками (проте не більше 50 метрів). У Свердловській області мінімально допустима відстань між одиночними пікетами — 40 метрів, а в Приморському краї — 30 метрів.

## Способи зриву пікету
У пресі описується один із способів зриву одиночного пікету: до пікетників приєднується особа у цивільному, після чого акція стає несанкціонованою, і пікетника можна затримувати ніби на законних підставах. Також у пресі описується випадок, коли одиночний пікет був визнаний масовим через те, що на віддалі (більше 50 метрів) перебували інші поодинокі пікетники з плакатами, що були близькі за змістом..

### Приклади одиночних пікетів
- У Москві побили чоловіка за одиночний пікет проти Путіна
- Кримчанка вийшла на одиночний пікет проти війни.
- Росіянка вийшла на одиночний пікет на підтримку України і на згадку про загиблих в Одесі